# Campeonato Africano de Atletismo de 2016 - 800 m masculino
A prova dos 800 metros masculino do Campeonato Africano de Atletismo de 2016 foi disputada entre os dias 22 e 24 de junho no Kings Park Stadium  em Durban,  na África do Sul. Participaram da prova 29 atletas sendo que 17 concluíram a prova na fase inicial. 

## Recordes
Antes desta competição, os recordes mundiais e do campeonato nesta prova eram os seguintes:
|                       | Nome          | Nacionalidade | Tempo     | Local   | Data                |
| --------------------- | ------------- | ------------- | --------- | ------- | ------------------- |
| Recorde mundial       | David Rudisha | Quênia        | 1m 40s 91 | Londres | 9 de agosto de 2012 |
| Recorde do campeonato | David Rudisha | Quênia        | 1m 42s 84 | Nairóbi | 30 de julho de 2010 |
| Recorde africano      | David Rudisha | Quênia        | 1m 40s 91 | Londres | 9 de agosto de 2012 |

## Medalhistas
| Ouro             | Prata              | Bronze                      |
| Nijel Amos (BOT) | Jacob Rozani (RSA) | Rynhardt van Rensburg (RSA) |

## Cronograma
Todos os horários são locais (UTC+2). 
| Data        | Hora  | Evento    |
| ----------- | ----- | --------- |
| 22 de junho | 18:35 | Bateria   |
| 23 de junho | 17:10 | Semifinal |
| 24 de junho | 18:00 | Final     |

## Resultados

### Bateria
Qualificação: 3 atletas de cada bateria (Q) mais os 4 melhores qualificados (q).
| Posição | Bateria | Atleta                | Nacionalidade                  | Tempo   | Notas |
| ------- | ------- | --------------------- | ------------------------------ | ------- | ----- |
| 1       | 3       | Boaz Kiprugut         | Quênia                         | 1:48.63 | Q     |
| 2       | 3       | Sampson Laari         | Gana                           | 1:48.80 | Q     |
| 3       | 4       | Jacob Rozani          | África do Sul                  | 1:49.91 | Q     |
| 4       | 3       | Kabelo Mohlosi        | África do Sul                  | 1:49.94 | Q     |
| 5       | 1       | Nijel Amos            | Botswana                       | 1:50.19 | Q     |
| 6       | 4       | Bacha Morka           | Etiópia                        | 1:50.25 | Q     |
| 7       | 3       | Nyasha Mutsetse       | Zimbabwe                       | 1:50.34 | q     |
| 8       | 1       | Albertino Mamba       | Moçambique                     | 1:50.39 | Q     |
| 9       | 4       | Mohammad Dookun       | Ilhas Maurícias                | 1:50.88 | Q     |
| 10      | 1       | Moussa Camara         | Mali                           | 1:51.08 | Q     |
| 11      | 1       | Dey Dey               | Sudão do Sul                   | 1:53.20 | q     |
| 12      | 3       | Fathi Ahmed Adam      | Sudão                          | 1:53.82 | q     |
| 13      | 3       | Abraham Matet         | Sudão do Sul                   | 1:54.85 | q     |
| 14      | 4       | Abraham Guot Thon     | Sudão do Sul                   | 2:02.03 |       |
| 15      | 2       | Benedicto Makumba     | Malawi                         | 2:02.22 | Q     |
| 16      | 2       | Boitumelo Masilo      | Botswana                       | 2:02.57 | Q     |
| 17      | 2       | Rynhardt van Rensburg | África do Sul                  | 2:02.81 | Q     |
| 18      | 1       | Yobsan Girma          | Etiópia                        | DNS     |       |
| 18      | 1       | Benjamín Enzema       | Guiné Equatorial               | DNS     |       |
| 18      | 1       | Lumpongu              | República Democrática do Congo | DNS     |       |
| 18      | 2       | Abubaker Kaki Khamis  | Sudão                          | DNS     |       |
| 18      | 2       | Feysal Mohamed Adan   | Somália                        | DNS     |       |
| 18      | 2       | Daniel Nghipandulwa   | Namíbia                        | DNS     |       |
| 18      | 2       | Adisa Girma           | Etiópia                        | DNS     |       |
| 18      | 3       | Eric Nzikwinkunda     | Burundi                        | DNS     |       |
| 18      | 4       | Kevin Bobando         | República do Congo             | DNS     |       |
| 18      | 4       | Samuel Yaro           | Gana                           | DNS     |       |
| 18      | 4       | Lamin Keita           | Gâmbia                         | DNS     |       |
| 18      | 4       | Gift Ngwenya          | Zimbabwe                       | DNS     |       |

### Semifinal
Qualificação: 3 atletas de cada bateria  (Q) mais os 2 melhores qualificados (q). 
| Posição | Bateria | Atleta                | Nacionalidade   | Tempo   | Notas |
| ------- | ------- | --------------------- | --------------- | ------- | ----- |
| 1       | 2       | Albertino Mamba       | Moçambique      | 1:48.36 | Q     |
| 2       | 2       | Sampson Laari         | Gana            | 1:48.46 | Q     |
| 3       | 2       | Jacob Rozani          | África do Sul   | 1:48.48 | Q     |
| 4       | 2       | Boitumelo Masilo      | Botswana        | 1:48.52 | q     |
| 5       | 2       | Nyasha Mutsetse       | Zimbabwe        | 1:49.69 | q     |
| 6       | 1       | Nijel Amos            | Botswana        | 1:49.91 | Q     |
| 7       | 1       | Rynhardt van Rensburg | África do Sul   | 1:50.55 | Q     |
| 8       | 1       | Kabelo Mohlosi        | África do Sul   | 1:51.30 | Q     |
| 9       | 1       | Moussa Camara         | Mali            | 1:51.59 |       |
| 10      | 1       | Mohammad Dookun       | Ilhas Maurícias | 1:52.45 |       |
| 11      | 1       | Dey Dey               | Sudão do Sul    | 1:52.91 |       |
| 12      | 1       | Fathi Ahmed Adam      | Sudão           | 1:53.39 |       |
| 13      | 2       | Bacha Morka           | Etiópia         | 1:56.21 |       |
| 14      | 2       | Benedicto Makumba     | Malawi          | 2:00.46 |       |
| 15      | 1       | Boaz Kiprugut         | Quênia          | DSQ     |       |
| 15      | 2       | Abraham Matet         | Sudão do Sul    | DSQ     |       |

### Final
| Posição           | Atleta                | Nacionalidade | Tempo   | Notas |
| ----------------- | --------------------- | ------------- | ------- | ----- |
| Medalha de ouro   | Nijel Amos            | Botswana      | 1:45.11 |       |
| Medalha de prata  | Jacob Rozani          | África do Sul | 1:45.38 |       |
| Medalha de bronze | Rynhardt van Rensburg | África do Sul | 1:46.15 |       |
| 4                 | Boitumelo Masilo      | Botswana      | 1:46.16 |       |
| 5                 | Albertino Mamba       | Moçambique    | 1:46.34 |       |
| 6                 | Sampson Laari         | Gana          | 1:47.62 |       |
| 7                 | Kabelo Mohlosi        | África do Sul | 1:50.00 |       |
| 8                 | Nyasha Mutsetse       | Zimbabwe      | 1:50.90 |       |

Legenda
| Recorde mundial       | Recorde mundial (World record)               |                       | Recorde africano                      | Recorde africano (African) |                                           | Q | Classificado por posição (Qualified) |
| Recorde do campeonato | Recorde do campeonato (Championship record)  | Recorde da América    | Recorde da América (Americas)         | q                          | Classificado por melhor tempo (Qualified) |   |                                      |
| Melhor marca do ano   | Melhor marca do ano (World leading)          | Recorde asiático      | Recorde asiático (Asian)              | DNS                        | Não largou (Did not start)                |   |                                      |
| Recorde nacional      | Recorde nacional (National record)           | Recorde europeu       | Recorde europeu (European)            | DNF                        | Não terminou (Did not finish)             |   |                                      |
| Recorde pessoal       | Recorde pessoal do atleta (Personal best)    | Recorde da Oceania    | Recorde da Oceania (Oceania)          | DSQ / DQ                   | Desclassificado (Disqualified)            |   |                                      |
| Recorde da temporada  | Recorde da temporada do atleta (Season best) | Recorde sul-americano | Recorde sul-americano (South America) | NM                         | Sem marca (No mark)                       |   |                                      |